# پیروج‌پور صدر اپازیلا
پیروج‌پور صدر اپازیلا (به لاتین: Pirojpur Sadar Upazila) یک منطقهٔ مسکونی در بنگلادش است که در ناحیه پیروج‌پور واقع شده‌است. پیروج‌پور صدر اپازیلا ۲۷۸٫۳۷ کیلومتر مربع مساحت و ۱۶۳٬۴۷۰ نفر جمعیت دارد.